# Unstrut-Hainich-Kreis
Unstrut-Hainich-Kreis är ett distrikt (Landkreis) i västra delen av det tyska förbundslandet Thüringen.

## Administrativ indelning
I förvaltningsrättslig mening finns i modern tid ingen skillnad mellan begreppet Stadt (stad) gentemot Gemeinde (kommun). Följande kommuner och städer ligger i Unstrut-Hainich-Kreis: 

### Städer
| - Bad Langensalza | - Mühlhausen |  |  |

### Kommuner
| - Anrode | - Dünwald | - Menteroda | - Unstruttal |

### Förvaltningsgemenskaper

#### Bad Tennstedt
| - Bad Tennstedt (stad) - Ballhausen - Blankenburg | - Bruchstedt - Haussömmern - Hornsömmern | - Kirchheilingen - Kutzleben - Mittelsömmern | - Sundhausen - Tottleben - Urleben |

#### Herbsleben
| - Großvargula | - Herbsleben |  |  |

#### Nottertal-Heilinger Höhen
| - Körner | - Marolterode | - Nottertal-Heilinger Höhen |  |

#### Südeichsfeld
| - Rodeberg | - Südeichsfeld |  |  |

#### Unstrut-Hainich
| - Schönstedt | - Unstrut-Hainich |  |  |

#### Vogtei
| - Kammerforst | - Oppershausen | - Vogtei |  |